# Francisova turbina
Francisova vodna turbina je nadtlačna turbina radialno-aksialnega tipa in je najpogosteje uporabljena vodna turbina, saj je primerna za srednje pretoke in srednje padce, kakršne ima večina virov vodne energije. Moč turbine je odvisna od pretoka vode in smeri toka vode glede na lopatice gonilnika, kar uravnavajo vodilne lopatice, ki so premične in se jih da poljubno odpreti ali zapreti. Sodobne Francisove turbine imajo spiralno ohišje, ki se uporablja pri tlačnih višinah od 15 do 500 m. Pri padcih do 15 m doteka voda do turbine po odprtih kanalih – jaških. Izkoristek take turbine je 0,9.
Francisova turbina je lahko:
- horizontalna
- vertikalna

## Sestava
- spiralno ohišje
- vodilne lopate
- gonilnik
- sesalna cev (difuzor ali aspirator)